# UCI Europe Tour 2025
L'UCI Europe Tour 2025 è la ventunesima edizione dell'UCI Europe Tour, uno dei cinque circuiti continentali di ciclismo dell'Unione Ciclistica Internazionale, il suo calendario è composto da 204 corse che si disputano in Europa.
Durante tutta la stagione i punti sono stati assegnati ai vincitori delle gare in linea, ai primi della classifica generale e ai vincitori di ogni tappa delle corse a tappe. La qualità e la complessità di una gara ha determinato anche quanti punti sono stati assegnati ai primi classificati: più alto era il punteggio UCI di una gara, più punti sono stati assegnati.
La classificazione UCI dal più alto al più basso è stata la seguente:
- corse di un giorno: 1.1 e 1.2;
- corse a tappe: 2.1 e 2.2.

## Squadre
Le squadre che possono partecipare alle differenti gare dipendono dalla categoria di appartenenza della corsa. Di seguito la tabella completa con il regolamento.
| Categoria | Categoria                | Squadre                                                                          |
| --------- | ------------------------ | -------------------------------------------------------------------------------- |
| .1        | 1.1 (Corse di un giorno) | * Squadre World Tour (max 50%) * Pro Team * Continental Team * Squadre Nazionali |
| .1        | 2.1 (Corse a tappe)      | * Squadre World Tour (max 50%) * Pro Team * Continental Team * Squadre Nazionali |
| .2        | 1.2 (Corse di un giorno) | * Pro Team * Continental Team * Squadre Nazionali * Squadre regionali e di club  |
| .2        | 2.2 (Corse a tappe)      | * Pro Team * Continental Team * Squadre Nazionali * Squadre regionali e di club  |

## Calendario

### Gennaio
| Data | Prova                                            | Cat. | Vincitore           | Squadra                |
| ---- | ------------------------------------------------ | ---- | ------------------- | ---------------------- |
| 24   | Classica Camp de Morvedre (2025)                 | 1.2  | Urko Berrade        | Equipo Kern Pharma     |
| 25   | Gran Premio Castellón-Ruta de la Cerámica (2025) | 1.1  | António Morgado     | UAE Team Emirates XRG  |
| 26   | Clàssica Comunitat Valenciana 1969 (2025)        | 1.1  | Marc Hirschi        | Tudor Pro Cycling Team |
| 29   | Trofeo Calvià (2025)                             | 1.1  | Jan Christen        | UAE Team Emirates XRG  |
| 30   | Trofeo Alcúdia-Port d'Alcúdia (2025)             | 1.1  | Marijn van den Berg | EF Education-EasyPost  |
| 31   | Trofeo Serra de Tramuntana (2025)                | 1.1  | Florian Stork       | Tudor Pro Cycling Team |

### Febbraio
| Data  | Prova                                      | Cat. | Vincitore                              | Squadra                                |
| ----- | ------------------------------------------ | ---- | -------------------------------------- | -------------------------------------- |
| 1°    | Trofeo Andratx-Pollença (2025)             | 1.2  | annullata per avverse condizioni meteo | annullata per avverse condizioni meteo |
| 1°    | Grand Prix Antalya (2025)                  | 1.2  | Wan Abdul Rahman Hamdan                | Terengganu Cycling Team                |
| 2     | Grand Prix Cycliste la Marseillaise (2025) | 1.1  | Valentin Ferron                        | Cofidis                                |
| 2     | Trofeo Palma (2025)                        | 1.1  | Iúri Leitão                            | Caja Rural-Seguros RGA                 |
| 5-9   | Étoile de Bessèges (2025)                  | 2.1  | Kévin Vauquelin                        | Arkéa-B&B Hotels                       |
| 8     | Grand Prix Aspendos (2025)                 | 1.2  | Gerard Ledesma                         | VC Fukuoka                             |
| 14-16 | Tour de la Provence (2025)                 | 2.1  | Mads Pedersen                          | Lidl-Trek                              |
| 15    | Vuelta a Murcia (2025)                     | 1.1  | Fabio Christen                         | Q36.5 Pro Cycling Team                 |
| 17    | Clásica Jaén Paraiso Interior (2025)       | 1.1  | Michał Kwiatkowski                     | Ineos Grenadiers                       |
| 21    | Classic Var (2025)                         | 1.1  | Christian Scaroni                      | XDS Astana Team                        |
| 22-23 | Tour des Alpes-Maritimes (2025)            | 2.1  | Christian Scaroni                      | XDS Astana Team                        |
| 26-2  | Gran Camiño (2025)                         | 2.1  | Derek Gee                              | Israel-Premier Tech                    |

### Marzo
| Data  | Prova                                              | Cat. | Vincitore              | Squadra                         |
| ----- | -------------------------------------------------- | ---- | ---------------------- | ------------------------------- |
| 1°-2  | Visit South Aegean Islands (2025)                  | 2.2  | Alexander Arnt Hansen  | Airtox-Carl Ras                 |
| 4     | Ename Samyn Classic (2025)                         | 1.1  | Mathieu van der Poel   | Alpecin-Deceuninck              |
| 5     | Umag Trophy (2025)                                 | 1.2  | Matthias Schwarzbacher | UAE Team Emirates Gen Z         |
| 8     | Grand Prix Criquielion (2025)                      | 1.1  | Matteo Moschetti       | Q36.5 Pro Cycling Team          |
| 8     | Le Tour des 100 Communes (2025)                    | 1.2  | Matthew Brennan        | Team Visma-Lease a Bike DT      |
| 8     | International Rhodes Grand Prix (2025)             | 1.2  | Marcin Budziński       | ATT Investments                 |
| 8     | Ster van Zwolle                                    | 1.2  | annullata              | annullata                       |
| 9     | Grote Prijs Jean-Pierre Monseré (2025)             | 1.1  | Alexys Brunel          | TotalEnergies                   |
| 9     | Dorpenomloop Rucphen (2025)                        | 1.2  | Milan De Ceuster       | Lotto Development Team          |
| 9     | Grand Prix de la Ville de Lillers (2025)           | 1.2  | Matthew Brennan        | Team Visma-Lease a Bike DT      |
| 9     | Poreč Trophy (2025)                                | 1.2  | Matteo Milan           | Lidl-Trek Future Racing         |
| 13-16 | Istrian Spring Trophy (2025)                       | 2.2  | Adrien Boichis         | Red Bull-Bora-Hansgrohe Rookies |
| 13-16 | International Tour of Rhodes (2025)                | 2.2  | Pierre-Henry Basset    | XDS Astana Development Team     |
| 15-16 | Betcity Elfstedenrace                              | 1.1  | annullata              | annullata                       |
| 16    | La Popolarissima (2025)                            | 1.2  | Ivan Smirnov           | XDS Astana Development Team     |
| 21    | Youngster Coast Challenge (2025)                   | 1.2U | Sente Sentjens         | Alpecin-Deceuninck DT           |
| 22    | Classic Loire Atlantique                           | 1.1  | annullata              | annullata                       |
| 23    | Cholet Agglo Tour (2025)                           | 1.1  | Lukáš Kubiš            | Unibet Tietema Rockets          |
| 23    | Clássica da Arrábida - Cyclin' Portugal (2025)     | 1.2  | Luca Giaimi            | UAE Team Emirates Gen Z         |
| 23    | GP Slovenian Istria (2025)                         | 1.2  | Michiel Coppens        | BEAT Cycling Club               |
| 23    | Grand Prix Apollon Temple (2025)                   | 1.2  | Bartosz Rudyk          | Monogo Lubelskie Perła Polski   |
| 23    | Strade Bianche di Romagna                          | 1.2  | annullata              | annullata                       |
| 25-29 | Settimana Internazionale di Coppi e Bartali (2025) | 2.1  | Ben Tulett             | Team Visma-Lease a Bike         |
| 26-30 | Olympia's Tour (2025)                              | 2.2  | Antoine L'Hote         | Decathlon AG2R La Mondiale DT   |
| 26-30 | Volta ao Alentejo (2025)                           | 2.2  | Noah Hobbs             | EF Education-Aevolo             |
| 27    | GP Brda-Collio (2025)                              | 1.2  | Marcin Budziński       | ATT Investments                 |
| 27    | GP Goriska & Vipava Valley                         | 1.2  | annullata              | annullata                       |
| 30    | G.P. Emilia                                        | 1.1  | annullata              | annullata                       |
| 30    | La Roue Tourangelle Centre Val de Loire (2025)     | 1.1  | Erlend Blikra          | Uno-X Mobility                  |
| 30    | Grand Prix Adria Mobil (2025)                      | 1.2  | Žak Eržen              | Bahrain Victorious DT           |

### Aprile
| Data  | Prova                                                    | Cat. | Vincitore               | Squadra                          |
| ----- | -------------------------------------------------------- | ---- | ----------------------- | -------------------------------- |
| 2     | Parigi-Camembert (2025)                                  | 1.1  | Lander Loockx           | Unibet Tietema Rockets           |
| 2-6   | ΔΕΗ Ιnternational Tour of Hellas (2025)                  | 2.1  | Harold Martín López     | XDS Astana Team                  |
| 4     | La Route Adélie de Vitré (2025)                          | 1.1  | Stian Fredheim          | Uno-X Mobility                   |
| 5     | Volta NXT Classic (2025)                                 | 1.1  | Dion Smith              | Intermarché-Wanty                |
| 5     | Boucle de l'Artois (2025)                                | 1.2  | Lewis Bower             | Equipe continentale Groupama-FDJ |
| 6     | Trofeo Piva (2025)                                       | 1.2U | Filippo Turconi         | VF Group-Bardiani CSF-Faizanè    |
| 6     | Syedra Ancient City (2025)                               | 1.2  | Stefan de Bod           | Terengganu Cycling Team          |
| 8-11  | Région Pays de la Loire Tour (2025)                      | 2.1  | Kévin Vauquelin         | Arkéa-B&B Hotels                 |
| 9-13  | Circuit des Ardennes (2025)                              | 2.2  | Brady Gilmore           | Israel Premier Tech Academy      |
| 10-13 | Tour of Mersin (2025)                                    | 2.2  | Stefan de Bod           | Terengganu Cycling Team          |
| 12    | Giro della Città Metropolitana di Reggio Calabria (2025) | 1.1  | Luca Colnaghi           | VF Group-Bardiani CSF-Faizanè    |
| 13    | Parigi-Roubaix Espoirs (2025)                            | 1.2U | Albert Withen Philipsen | Lidl-Trek Future Racing          |
| 13    | Trofeo Città di San Vendemiano (2025)                    | 1.2U | Marco Schrettl          | Tirol KTM Cycling Team           |
| 13    | Ślężański Mnich (2025)                                   | 1.2  | Norbert Banaszek        | ATT Investments                  |
| 15-18 | Il Giro d'Abruzzo (2025)                                 | 2.1  | Georg Zimmermann        | Intermarché-Wanty                |
| 16    | Ronde van Limburg (2025)                                 | 1.1  | Milan Fretin            | Cofidis                          |
| 16-20 | Tour du Loir-et-Cher (2025)                              | 2.2  | Niklas Larsen           | BHS-PL Beton Bornholm            |
| 18    | Classic Grand Besançon Doubs (2025)                      | 1.1  | Guillaume Martin        | Groupama-FDJ                     |
| 19    | Liegi-Bastogne-Liegi Under-23 (2025)                     | 1.2U | Jarno Widar             | Lotto Development Team           |
| 19    | Tour du Jura (2025)                                      | 1.1  | Guillaume Martin        | Groupama-FDJ                     |
| 20    | Tour du Doubs (2025)                                     | 1.1  | Mattéo Vercher          | TotalEnergies                    |
| 21    | Giro del Belvedere (2025)                                | 1.2U | Lorenzo Finn            | Red Bull-Bora-Hansgrohe Rookies  |
| 22    | Gran Premio Palio del Recioto (2025)                     | 1.2U | Lorenzo Nespoli         | MBH Bank Ballan CSB              |
| 23-26 | Belgrado-Banja Luka (2025)                               | 2.2  | Dušan Rajović           | Solution Tech Vini Fantini       |
| 24-27 | Vuelta Asturias Julio Alvarez Mendo (2025)               | 2.1  | Marc Soler              | UAE Team Emirates XRG            |
| 25    | Gran Premio della Liberazione (2025)                     | 1.2U | Lorenzo Masciarelli     | MBH Bank Ballan CSB              |
| 25-1° | Tour de Bretagne Cycliste (2025)                         | 2.2  | Felix Ørn-Kristoff      | Wanty-Nippo-ReUz                 |
| 27    | Giro della Provincia di Biella - Torino-Biella (2025)    | 1.2  | Kasper Andersen         | Swatt Club                       |
| 27    | Rutland-Melton International Cicle Classic (2025)        | 1.2  | Ben Granger             | MG.K Vis Costruzioni e Ambiente  |

### Maggio
| Data  | Prova                                                       | Cat. | Vincitore              | Squadra                         |
| ----- | ----------------------------------------------------------- | ---- | ---------------------- | ------------------------------- |
| 1°    | Eschborn-Francoforte Under-23 (2025)                        | 1.2U | Conrad Haugsted        | Team ColoQuick                  |
| 1°    | GP Vorarlberg (2025)                                        | 1.2  | Jaka Marolt            | Factor Racing                   |
| 1°    | Omloop van het Waasland (2025)                              | 1.2  | Jensen Plowright       | Alpecin-Deceuninck DT           |
| 3     | Flèche Ardennaise (2025)                                    | 1.2  | Jarno Widar            | Lotto Development Team          |
| 3     | Grand Prix Herning (2025)                                   | 1.2  | Stian Rosenlund        | AIRTOX-Carl Ras                 |
| 3     | Ronde van Overijssel                                        | 1.2  | annullata              | annullata                       |
| 4     | Famenne Ardenne Classic (2025)                              | 1.1  | Max Kanter             | XDS Astana Team                 |
| 4     | Fyen Rundt (2025)                                           | 1.2  | Daniel Stampe          | BHS-PL Beton Bornholm           |
| 8     | Boucles de l'Aulne (2025)                                   | 1.1  | Lewis Askey            | Groupama-FDJ                    |
| 9     | Tour du Finistère (2025)                                    | 1.1  | Aubin Sparfel          | Decathlon AG2R La Mondiale Team |
| 10    | Silesian Classic (2025)                                     | 1.2  | Marcin Budziński       | ATT Investments                 |
| 10    | Sundvolden GP (2025)                                        | 1.2  | Andreas Leknessund     | Uno-X Mobility                  |
| 11    | Kattekoers (2025)                                           | 1.2U | Alessandro Borgo       | Bahrain Victorious DT           |
| 11    | Gran Premio Industrie del Marmo (2025)                      | 1.2U | Ilya Savekin           | PC Baix Ebre                    |
| 11    | Beskid Classic                                              | 1.2  | annullata              | annullata                       |
| 11    | Radsportfest Märwil (2025)                                  | 1.2  | Stefan Bissegger       | Svizzera                        |
| 11    | Ringerike Grand Prix (2025)                                 | 1.2  | Sakarias Koller Løland | Uno-X Mobility                  |
| 17    | Giro Himledalen (2025)                                      | 1.2  | Mads Andersen          | AIRTOX-Carl Ras                 |
| 18    | Rund um Köln (2025)                                         | 1.1  | Matthew Brennan        | Team Visma-Lease a Bike DT      |
| 18    | Circuito del Porto-Trofeo Internazionale Arvedi (2025)      | 1.2  | Žak Eržen              | Bahrain Victorious DT           |
| 18    | Omloop der Kempen (2025)                                    | 1.2  | Arne Santy             | Tarteletto-Isorex               |
| 21-25 | Ronde de l'Isard (2025)                                     | 2.2U | Jarno Widar            | Lotto Development Team          |
| 23-25 | Volta Internacional Cova da Beira (2025)                    | 2.1  | Alexis Guerin          | Anicolor-Tien 21                |
| 24    | Due Giorni Marchigiana-GP Santa Rita (2025)                 | 1.2U | Francesco Parravano    | MG.K Vis Costruzioni e Ambiente |
| 24    | Veenendaal-Veenendaal                                       | 1.2  | annullata              | annullata                       |
| 25    | Due Giorni Marchigiana-Trofeo Città di Castelfidardo (2025) | 1.2U | Tommaso Dati           | Biesse-Carrera-Premac           |
| 26    | Mercan'Tour Classic Alpes-Maritimes (2025)                  | 1.1  | Cristián Rodríguez     | Arkéa-B&B Hotels                |
| 26-30 | Tour of Albania (2025)                                      | 2.2  | Tom Jonkmans           | Wielerploeg Groot Amsterdam     |
| 28-1° | Alpes Isère Tour (2025)                                     | 2.2  | Aubin Sparfel          | Decathlon AG2R La Mondiale DT   |
| 28-1° | Flèche du Sud (2025)                                        | 2.2  | Martijn Rasenberg      | Parkhotel Valkenburg            |
| 29    | Circuit de Wallonie                                         | 1.1  | annullata              | annullata                       |
| 29-31 | Tour of Estonia (2025)                                      | 2.1  | Marcus Sander Hansen   | BHS-PL Beton Bornholm           |
| 29-1° | Oberösterreich Rundfahrt (2025)                             | 2.2  | Edgar David Cadena     | Petrolike                       |
| 31    | Marcel Kint Classic                                         | 1.1  | annullata              | annullata                       |

### Giugno
| Data  | Prova                           | Cat. | Vincitore          | Squadra                         |
| ----- | ------------------------------- | ---- | ------------------ | ------------------------------- |
| 1°    | Coppa della Pace (2025)         | 1.2U | Diego Bracalente   | MBH Bank Ballan CSB             |
| 1°    | Klaipeda Grand Prix             | 1.2  | annullata          | annullata                       |
| 2     | Trofeo Alcide De Gasperi (2025) | 1.2  | Kyrylo Carenko     | Solution Tech Vini Fantini      |
| 4-8   | Tour of Lithuania (2025)        | 2.2  | Martin Laas        | Quick Pro Team                  |
| 5-8   | Ronde de l'Oise                 | 2.2  | annullata          | annullata                       |
| 5-8   | Tour of Malopolska (2025)       | 2.2  | Alexander Konychev | Team Vorarlberg                 |
| 7     | Heistse Pijl (2025)             | 1.1  | Paul Magnier       | Soudal Quick-Step               |
| 9     | Antwerp Port Epic (2025)        | 1.1  | Timo Kielich       | Alpecin-Deceuninck              |
| 9     | Paris-Troyes (2025)             | 1.2  | Juan David Sierra  | Tudor Pro Cycling Team U23      |
| 11-15 | ZLM Tour                        | 2.1  | annullata          | annullata                       |
| 11-15 | Tour de Beauce (2025)           | 2.1  | Diego Camargo      | Team Medellín-EPM               |
| 13    | GP Gippingen (2025)             | 1.1  | Neilson Powless    | EF Education-EasyPost           |
| 15    | Elfstedenronde (2025)           | 1.1  | Paul Magnier       | Soudal Quick-Step               |
| 15-22 | Giro Next Gen (2025)            | 2.2U | Jakob Omrzel       | Bahrain Victorious DT           |
| 18-21 | Route d'Occitanie (2025)        | 2.1  | Nicolas Prodhomme  | Decathlon AG2R La Mondiale Team |
| 22    | Andorra Clàssica (2025)         | 1.1  | Mattias Skjelmose  | Lidl-Trek                       |
| 24    | Giro dell'Appennino (2025)      | 1.1  | Diego Ulissi       | XDS Astana Team                 |

### Luglio
| Data  | Prova                                                                        | Cat. | Vincitore           | Squadra                            |
| ----- | ---------------------------------------------------------------------------- | ---- | ------------------- | ---------------------------------- |
| 1°    | Trofeo Città di Brescia (2025)                                               | 1.2  | Giovanni Bortoluzzi | General Store-Essegibi-F.lli Curia |
| 2-5   | Course Cycliste de Solidarnosc et des Champions Olympiques (2025)            | 2.2  | Marceli Bogusławski | ATT Investments                    |
| 3-6   | Sibiu Cycling Tour (2025)                                                    | 2.1  | Matthew Riccitello  | Israel-Premier Tech                |
| 5     | Grand Prix Kahramanmaraş (2025)                                              | 1.2  | Nikiforos Arvanitou | Grecia                             |
| 6     | BW Classic                                                                   | 1.2  | annullata           | annullata                          |
| 6     | Giro del Medio Brenta (2025)                                                 | 1.2  | Filippo Turconi     | VF Group-Bardiani CSF-Faizanè      |
| 6     | Grand Prix Edebiyat Yolu (2025)                                              | 1.2  | Nikiforos Arvanitou | Grecia                             |
| 6     | Grand Prix de la Ville de Nogent-sur-Oise                                    | 1.2  | annullata           | annullata                          |
| 6     | Midden–Brabant Poort Omloop (2025)                                           | 1.2  | Timo de Jong        | VolkerWessels Cycling Team         |
| 9-13  | Giro d'Austria (2025)                                                        | 2.1  | Isaac Del Toro      | UAE Team Emirates XRG              |
| 10-13 | Grande Prémio Internacional de Torres Vedras-Troféu Joaquim Agostinho (2025) | 2.2  | Alexis Guérin       | Anicolor-Tien 21                   |
| 12    | Visegrad 4 Kerekparverseny (2025)                                            | 1.2  | Dario Igor Belletta | Solme-Olmo                         |
| 13    | Visegrad 4 Bicycle Race-GP Slovakia (2025)                                   | 1.2  | Cesare Chesini      | MBH Bank Ballan CSB                |
| 16-20 | Giro della Valle d'Aosta (2025)                                              | 2.2U | Jarno Widar         | Lotto Development Team             |
| 18-19 | Tour Bałtyk-Karkonosze                                                       | 2.2  | annullata           | annullata                          |
| 19    | Visegrad 4 Bicycle Race-GP Czech Republic                                    | 1.2  | annullata           | annullata                          |
| 20    | Visegrad 4 Bicycle Race-Grand Prix Poland (2025)                             | 1.2  | Norbert Banaszek    | ATT Investments                    |
| 21    | Clàssica Terres de l'Ebre (2025)                                             | 1.1  | Isaac Del Toro      | UAE Team Emirates XRG              |
| 22    | Memoriał Andrzeja Trochanowskiego (2025)                                     | 1.2  | Marceli Bogusławski | ATT Investments                    |
| 23-26 | Dookoła Mazowsza (2025)                                                      | 2.2  | Šimon Vaníček       | ATT Investments                    |
| 25    | Prueba Villafranca de Ordizia (2025)                                         | 1.1  | Igor Arrieta        | UAE Team Emirates XRG              |
| 27    | Vuelta a Castilla y León (2025)                                              | 1.1  | Haimar Etxeberria   | Equipo Kern Pharma                 |
| 27    | Grand Prix de la ville de Pérenchies (2025)                                  | 1.2  | Toon Vandebosch     | Alpecin-Deceuninck DT              |
| 27    | Puchar Ministra Obrony Narodowej (2025)                                      | 1.1  | Bartłomiej Proć     | Run & Race-Wibatech                |
| 30-3  | Tour Alsace (2025)                                                           | 2.2  | Markel Beloki       | EF Education-Aevolo                |

### Agosto
| Data  | Prova                                                | Cat. | Vincitore             | Squadra                         |
| ----- | ---------------------------------------------------- | ---- | --------------------- | ------------------------------- |
| 1°-10 | Tour de Guadeloupe (2025)                            | 2.2  | Andrés Camilo Ardila  | Nu Colombia                     |
| 2-4   | Kreiz Breizh Elites (2025)                           | 2.2  | Finn Crockett         | VolkerWessels Cycling Team      |
| 3     | Circuito de Getxo (2025)                             | 1.1  | Isaac Del Toro        | UAE Team Emirates XRG           |
| 6-8   | Tour de l'Ain (2025)                                 | 2.1  | Cian Uijtdebroeks     | Team Visma-Lease a Bike         |
| 6-9   | Tour of Szeklerland (2025)                           | 2.2  | Dominik Neuman        | ATT Investments                 |
| 6-17  | Volta a Portugal (2025)                              | 2.1  | Artëm Nyč             | Anicolor-Tien 21                |
| 10    | Gran Premio Sportivi di Poggiana (2025)              | 1.2U | Matteo Scalco         | VF Group-Bardiani CSF-Faizanè   |
| 10    | Cupa Max Ausnit                                      | 1.2  | annullata             | annullata                       |
| 14-17 | Giro della Repubblica Ceca (2025)                    | 2.1  | William Junior Lecerf | Soudal Quick-Step               |
| 14-17 | Tour of Konya                                        | 2.2  | annullata             | annullata                       |
| 16    | Gran Premio Capodarco (2025)                         | 1.2U | Jakob Omrzel          | Bahrain Victorious DT           |
| 16    | Memoriał Henryka Łasaka                              | 1.2  | annullata             | annullata                       |
| 17    | La Poly Normande (2025)                              | 1.1  | Nicolas Prodhomme     | Decathlon AG2R La Mondiale Team |
| 17    | Memoriał Jana Magiery                                | 1.2  | annullata             | annullata                       |
| 19-22 | Tour du Limousin-Périgord-Nouvelle Aquitaine (2025)  | 2.1  |                       |                                 |
| 20-24 | Tour Bitwa Warszawska (2025)                         | 2.2  |                       |                                 |
| 21-24 | West Bohemia Tour (2025)                             | 2.2  |                       |                                 |
| 21-24 | Baltic Chain Tour (2025)                             | 2.2  |                       |                                 |
| 24    | Grand Prix Çankiri (2025)                            | 1.2  |                       |                                 |
| 26-29 | Tour Poitou - Charentes en Nouvelle Aquitaine (2025) | 2.1  |                       |                                 |
| 27    | Druivenkoers - Overijse (2025)                       | 1.1  |                       |                                 |
| 27    | Muur Classic Geraardsbergen (2025)                   | 1.1  |                       |                                 |
| 27-30 | Tour of Routhe Salvation (2025)                      | 2.2  |                       |                                 |
| 29    | GP Gorenjska (2025)                                  | 1.2  |                       |                                 |
| 30    | Slag om Norg (2025)                                  | 1.2  |                       |                                 |
| 30-4  | Tour de Bulgarie (2025)                              | 2.2  |                       |                                 |
| 31    | GP Kranj (2025)                                      | 1.2  |                       |                                 |
| 31    | GP de la Somme «Conseil Départemental 80» (2025)     | 1.2  |                       |                                 |
| 31    | Grand Prix de Plouay (2025)                          | 1.2  |                       |                                 |
| 31    | Grote Prijs Stad Halle (2025)                        | 1.2  |                       |                                 |
| 31    | Ronde van de Achterhoek (2025)                       | 1.2  |                       |                                 |

### Settembre
| Data  | Prova                                                | Cat. | Vincitore | Squadra |
| ----- | ---------------------------------------------------- | ---- | --------- | ------- |
| 4-6   | Flanders Tomorrow Tour (2025)                        | 2.2U |           |         |
| 4-6   | Tour of Kosovo (2025)                                | 2.2  |           |         |
| 4-7   | Tour of İstanbul (2025)                              | 2.1  |           |         |
| 4-7   | Giro della Regione Friuli Venezia Giulia (2025)      | 2.2  |           |         |
| 4-7   | Okolo Jižních Čech (2025)                            | 2.2  |           |         |
| 10    | Giro della Toscana - Memorial Alfredo Martini (2025) | 1.1  |           |         |
| 10-14 | Turul României (2025)                                | 2.2  |           |         |
| 13    | Memorial Marco Pantani (2025)                        | 1.1  |           |         |
| 14    | Trofeo Matteotti (2025)                              | 1.1  |           |         |
| 14    | GP Rik Van Looy (2025)                               | 1.2  |           |         |
| 17-21 | Okolo Slovenska/Tour de Slovaquie (2025)             | 2.1  |           |         |
| 18-21 | Tour de Serbie (2025)                                | 2.2  |           |         |
| 19    | Kampioenschap van Vlaanderen (2025)                  | 1.1  |           |         |
| 21    | Giro della Romagna (2025)                            | 1.1  |           |         |
| 21    | Gooikse Pijl (2025)                                  | 1.1  |           |         |
| 21    | Grand Prix d'Isbergues - Pas de Calais (2025)        | 1.1  |           |         |
| 24    | Omloop van het Houtland (2025)                       | 1.1  |           |         |
| 26    | Tour de Mirabelle (2025)                             | 1.2  |           |         |
| 27    | Arno Wallaard Memorial (2025)                        | 1.2  |           |         |
| 27    | Grand Prix Cerami (2025)                             | 1.2  |           |         |
| 27    | Mirabelle Classic (2025)                             | 1.2  |           |         |
| 28    | Paris-Chauny (2025)                                  | 1.1  |           |         |
| 30    | Ruota d'Oro (2025)                                   | 1.2U |           |         |
| 30-5  | CRO Race (2025)                                      | 2.1  |           |         |

### Ottobre
| Data  | Prova                                                        | Cat. | Vincitore | Squadra   |
| ----- | ------------------------------------------------------------ | ---- | --------- | --------- |
| 4     | Il Lombardia Under 23 (2025)                                 | 1.2U |           |           |
| 5     | Coppa Agostoni - Giro delle Brianze (2025)                   | 1.1  |           |           |
| 7     | Binche - Chimay - Binche/Mémorial Frank Vandenbroucke (2025) | 1.1  |           |           |
| 7     | Coppa Città di San Daniele (2025)                            | 1.2  |           |           |
| 9     | Parigi-Bourges                                               | 1.1  | annullata | annullata |
| 9-12  | Tour of Ankara (2025)                                        | 2.2  |           |           |
| 11    | Tour de Vendée (2025)                                        | 1.1  |           |           |
| 12    | Trofeo Baracchi (2025)                                       | 1.1  |           |           |
| 12    | Parigi-Tours Espoirs (2025)                                  | 1.2U |           |           |
| 14-19 | Tour of Holland (2025)                                       | 2.2  |           |           |
| 19    | Chrono des Nations (2025)                                    | 1.1  |           |           |